# 马山镇 (湄潭县)
马山镇，是中华人民共和国贵州省遵义市湄潭县下辖的一个乡镇级行政单位。

## 行政区划
马山镇下辖以下地区：
马山社区、马山村、白岩村、新建村、工农村、聚合村、长安村、清江村和双龙村。